# Corvin Film Studio

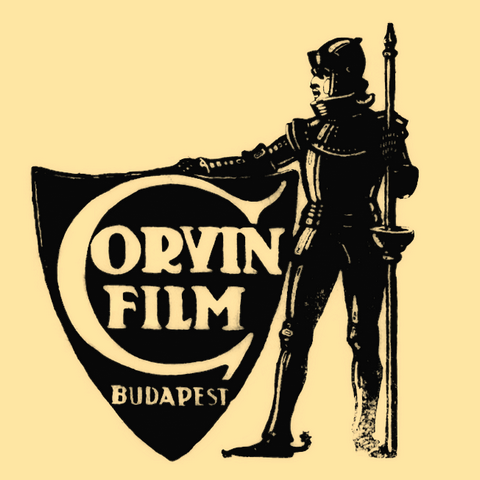
logo wytwórni

Corvin Film Studio – jedna z największych wytwórni filmowych na Węgrzech, a także trzecia co do wielkości wytwórnia filmowa z epoki kina niemego w Europie. Firma miała swoją siedzibę w Klużu-Napoce.
Wytwórnię założył filmowiec Jenő Janovics z dniem 16 października 1916, została nazwana na cześć XV-wiecznego króla Węgier, Macieja Korwina.
16 października 1917 utworzono w Budapeszcie Corvin Film Factory i Film Trade Co.. Firma została przejęta przez Filmipari Alap w 1927.